# يورج مارتن فروليش
يورج مارتن فروليش (ولد في 4 يوليو 1946 في شافهاوزن) عالم رياضيات سويسري وفيزيائي نظري. في عام 2020 كُرِّم وأصبح عضوًا دوليًا في الأكاديمية الوطنية للعلوم.

## الجوائز والتكريم
- جائزة داني هينمان للفيزياء الرياضية (1991).[7]